# Kurtziella cerina
Kurtziella cerina é uma espécie de gastrópode do gênero Kurtziella, pertencente a família Mangeliidae.